# Европско првенство у атлетици на отвореном 1962 — бацање кугле за жене
Такмичење у бацању кугле у женској конкуренцији на 7. Европском првенству у атлетици 1962. одржано је  12. септембра у Београду на стадиону ЈНА.
Титулу освојену у Стокхолму 1958, није бранила Маријане Вернер из Немачке.

## Земље учеснице
Учествовало је 12 такмичарки из 7 земаља.
1. Бугарска (2)
2. Мађарска (1)
3. Источна Немачка (3)
4. Пољска (1)
5. Румунија (1)
6. Совјетски Савез (2)
7. Уједињено Краљевство (2)

## Рекорди
| Рекорди пре почетка Европског првенства 1962.     | Рекорди пре почетка Европског првенства 1962. | Рекорди пре почетка Европског првенства 1962. | Рекорди пре почетка Европског првенства 1962. | Рекорди пре почетка Европског првенства 1962. | Рекорди пре почетка Европског првенства 1962. |
| ------------------------------------------------- | --------------------------------------------- | --------------------------------------------- | --------------------------------------------- | --------------------------------------------- | --------------------------------------------- |
| Светски рекорд                                    | Тамара Прес                                   | СССР                                          | 18,55                                         | Лајпциг, Немачка                              | 10. јун 1962                                  |
| Европски рекорд                                   | Тамара Прес                                   | СССР                                          | 18,55                                         | Лајпциг, Немачка                              | 10. јун 1962                                  |
| Рекорди европских првенстава                      | Маријане Вернер                               | Немачка                                       | 15,74                                         | Стокхолм, Шведска                             | 23. август 1958.                              |
| Рекорди после завршетка Европског првенства 1962. |                                               |                                               |                                               |                                               |                                               |
| Светски рекорд                                    | Тамара Прес                                   | СССР                                          | 18,55                                         | Београд, Југославија                          | 12. септембар 1962.                           |
| Европски рекорд                                   | Тамара Прес                                   | СССР                                          | 18,55                                         | Београд, Југославија                          | 12. септембар 1962.                           |
| Рекорди европских првенстава                      | Тамара Прес                                   | СССР                                          | 18,55                                         | Београд, Југославија                          | 12. септембар 1962.                           |

## Освајачи медаља
|                             |                              |                               |
| Тамара Прес Совјетски Савез | Ренате Гариш Источна Немачка | Галина Зибина Совјетски Савез |

## Сатница
| Датум               | Време | Ниво   |
| ------------------- | ----- | ------ |
| 12. септембар 1962. | 16:50 | Финале |

## Квалификациона норма
| дворана или отворено |
| -------------------- |
| ??? м                |

## Резултати

### Финале
| Пласман | Атлетичарка       | Држава               | Време | Белешке       |
| ------- | ----------------- | -------------------- | ----- | ------------- |
|         | Тамара Прес       | Совјетски Савез      | 18,55 | =СР, =ЕР, РЕП |
|         | Ренате Гариш      | Источна Немачка      | 17,17 |               |
|         | Галина Зибина     | Совјетски Савез      | 16,95 |               |
| 4       | Јохана Хибнер     | Источна Немачка      | 15,97 |               |
| 5       | Вилфриде Холман   | Источна Немачка      | 15,75 |               |
| 6.      | Ана Кокан         | Румунија             | 15,26 |               |
| 7.      | Иванка Христова   | Бугарска             | 15,16 |               |
| 8.      | Јудит Богнар      | Мађарска             | 14,44 |               |
| 9.      | Марија Чорбова    | Бугарска             | 14,33 |               |
| 10.     | Сузан Алдеј       | Уједињено Краљевство | 13,85 |               |
| 11.     | Стефанија Кјевлењ | Пољска               | 13,76 |               |
| 12.     | Мери Питерс       | Уједињено Краљевство | 13,15 |               |

## Укупни биланс медаља у бацању кугле за жене после 7. Европског првенства 1938—1958.[4]
|    | Земља           |   |   |   |    |
| -- | --------------- | - | - | - | -- |
| 1. | Совјетски Савез | 4 | 3 | 3 | 10 |
| 2. | Немачка         | 1 | 1 | 0 | 2  |
| 3. | Западна Немачка | 1 | 0 | 0 | 1  |
| 4. | Француска       | 0 | 1 | 1 | 2  |
| 5. | Источна Немачка | 0 | 1 | 0 | 1  |
| 6. | Италија         | 0 | 0 | 1 | 1  |
| 6. | Пољска          | 0 | 0 | 1 | 1  |
|    | Укупно {7}      | 6 | 6 | 6 | 18 |

|    | Атлетичарка       | Земља           |   |   |   |   |
| -- | ----------------- | --------------- | - | - | - | - |
| 1. | Тамара Прес       | Совјетски Савез | 1 | 0 | 1 | 2 |
| 2. | Мишлен Остермејер | Француска       | 0 | 1 | 1 | 2 |
| 2. | Тамара Тишкевич   | Совјетски Савез | 0 | 1 | 1 | 2 |